# Вулиця Геофізиків (Київ)
Ву́лиця Геофі́зиків — вулиця в Дарницькому районі міста Києва, селище Бортничі. Пролягає від вулиці Євгенія Харченка до кінця забудови.
Прилягає провулок Геофізиків.

## Історія
Вулиця виникла в першій половині XX століття.